# Jean Bahier
Pour les articles homonymes, voir Bahier.
Jean Bahier, (26 janvier 1640, Châtillon-sur-Colmont - 2 avril 1707), oratorien français.

## Biographie
Il étudie au Collège du Mans où il a comme professeur Jules Mascaron. Il est admis à la Congrégation de l'Oratoire. Il achève ses études dans la maison de Paris, où il est reçu le 9 novembre 1659. Il est envoyé plus tard enseigner les lettres latines en divers collèges de son ordre. Estimé dans sa congrégation, il en est pendant trente ans le secrétaire.
Poète et humaniste, il débute par un petit poème de 150 vers sous forme d'une prière à la Vierge, qu'il met dans la bouche de Fouquet et qu'il adressa au prisonnier Fuquetus in vinculis.
Professeur de rhétorique à Troyes, il publie un poème latin, aussitôt traduit en français, sur la description des miniatures du cabinet de Quinault, peintes par J. de Werner. Joseph Werner avait peint à la miniature pour Quinault, son ami, plusieurs petits tableaux historiques ou allégoriques que tout Paris allait admirer. Quinault, qui goûtait, il paraît, le talent poétique de Bahier, le pria de décrire en vers ces tableaux. 
Bahier professait la rhétorique à Marseille, quand, en 1670, meurt Henriette d'Angleterre, duchesse d'Orléans. Chargé de prononcer son éloge funèbre dans l'église du collège, il parle, selon l'usage, en latin. Cet éloge a été imprimé. Il publie la même année un poème de 600 vers à l'occasion du retour de l'assemblée du clergé de Toussaint Forbin de Janson.
Il meurt le 3 avril 1707 d'une maladie contractée en soignant Henri Vignier, son ami.

## Publications
- In Tabellas excellentissimi pictoris Josephi de Werner, ad... Eustachium Quinot, apud quem illae visuntur Trecis, carmen (auctore P. J. Bahier). Trecis : apud F. Jacquard, 1668, in-4 ̊ , 22 p. ;
- Peinture poétique des tableaux de miniature de M. Quinot, fait par Joseph Werner. Troyes, 1668. Ce poème français obtint les honneurs d'une seconde édition; il a été inséré dans le Recueil des poesies chrétiennes et diverses, publié en 1671 par Henri Louis de Loménie, comte de Brienne, avec une dédicace au prince de Conti par Jean de La Fontaine ;
- Harangue latine sur Henriette d'Angleterre, duchesse d'Orléans, 1670 ;
- Poème latin à la louange de T. Forbin de Janson, évêque de Marseille, 1670 ;
- Remercîment à Monseigneur le duc de Duras... par ses très humbles... serviteurs les prestres de l'Oratoire de Jésus du Collège de Salins. (S. l., vers 1675.), in-4 ̊ . 26 p.

## Œuvres manuscrites
Ses œuvres manuscrites passées de la bibliothèque de l'Oratoire à la Bibliothèque nationale de France comprennent entre autres pièces :
- une comédie latine en 3 actes : Drama-comicum ;
- un volume de poésies latines et française sur des sujets détachés : Stances sur la prose du Saint-Esprit, Paraphrase du psaume IV ;
- deux tragédies, l'une en vers latins, l'autre en vers français : Pueri martyres et Flavius Clemens ;
- l'oraison funèbre latine de Gaston de Vendôme, duc de Beaufort ;
- une epitre à D. Lemore, chanoine du Mans ;
- une prose latine en l'honneur de Saint Lezin, évêque d'Angers, avec l'éloge obligé de la part d'un oratorien d'Henri Arnauld.

## Source partielle
- « Jean Bahier », dans Alphonse-Victor Angot et Ferdinand Gaugain, Dictionnaire historique, topographique et biographique de la Mayenne, Laval, A. Goupil, 1900-1910 [détail des éditions] (BNF 34106789, présentation en ligne)
- Barthélemy Hauréau, Histoire litteraire du Maine, volume 1

Peintre : 2 œuvres : le phare de Biaritz et Pont de Normandie.